# Kocimiętka Faassena
Kocimiętka Faassena (Nepeta × faassenii) – gatunek pochodzenia mieszańcowego z rodziny jasnotowatych. Powstała jako mieszaniec kocimiętki Mussina i kocimiętki Nepetella. Uprawiana jako gatunek roślin ozdobnych w ogrodach i na cmentarzach, spotykana w przydomowych ogrodach osiedlowych i miejskich. Jest rośliną wieloletnią i łatwą w uprawie.

## Morfologia
Łodyga i liściePokryte kutnerem nadającym im srebrzystoszary odcień. Silnie rozgałęzione pędy tworzą gęste kępy, osiągając wysokość do 45 cm.
KwiatyKoloru fioletowego, różowego, niebieskiego lub białego zebrane są w kłosy na szczycie łodyg.

## Biologia i ekologia
Bylina, hemikryptofit. Kwitnie od maja do września.
Stężenie nepetalaktonów nie jest w niej tak wysokie jak w kocimiętce właściwej, dzięki czemu jej działanie nęcące na koty jest znikome.

## Zastosowanie
Kocimiętka Faassena posiada właściwości odstraszające kleszcze, komary i muchy. Jednocześnie przyciąga pszczoły i motyle.

## Uprawa
Dobrze rośnie na glebach suchych, w miejscach słonecznych lub w półcieniu. Jest odporna na krótkotrwałą suszę.
Roślinę przycina się przed pierwszym kwitnieniem.

## Odmiany
Poszczególne odmiany różnią się pomiędzy sobą kolorem kwiatów, wysokością pędów kwiatostanowych i wybarwieniem liści. Do najpopularniejszych należą:
- Kocimiętka Faassena ‘Snowflake’ – pędy dorastają do 35 cm wysokości. Posiada duże, śnieżnobiałe kwiaty.
- Kocimiętka Faassena ‘Limelight’ – pędy dorastają do 25 cm wysokości. Posiada jaskrawe, żółtozielone liście i niebieskie kwiaty.
- Kocimiętka Faassena ‘Six Hills Gigant’ – pędy dorastają do 60 cm wysokości. Posiada liście o żółtym zabarwieniu brzegów.
- Kocimiętka Faassena ‘Purrsian Blue’ – pędy dorastają do 30 cm wysokości. Posiada fioletowe kwiaty i pokarbowane liście.